# Hoplosternum
Genre
Hoplosternum est un genre de poissons-chats d'eau douce appartenant à la famille des Callichthyidae.

## Liste des espèces
Selon FishBase (29 octobre 2017) et World Register of Marine Species (29 octobre 2017) :
- Hoplosternum littorale (Hancock, 1828) - cascadure
- Hoplosternum magdalenae Eigenmann, 1913
- Hoplosternum punctatum Meek & Hildebrand, 1916

## Répartition
H. littorale est le plus répandu de tous les callichthyidae. Il a été observé dans toute l'Amérique du Sud, à l'est des Andes et au nord de Buenos Aires, y compris dans l'Orénoque, l'île de la Trinité, les rivières côtières de la Guyane et de Guyana, le bassin de l'Amazone, le Río Paraguay, le cours inférieur du Rio Paraná, et les cours d'eau des côtes du Brésil. Cette même espèce est présente dans le bassin versant entre le haut Rio Parana et le Rio São Francisco ; ces individus pourraient avoir été introduits. L'espèce a également été acclimatée en Floride.
H. magdalenae est présent à l'ouest des Andes,  dans le bassin du Lac Maracaibo au Venezuela, et dans les bassins versants des Rios Sinu et Magdalena en Colombie. Enfin H. punctatum n'est présent que dans le bassin du Rio Atrato River en Colombie et dans les bassins versants de la côte pacifique au Panama.

## Écologie
Hoplosternum vit généralement en vastes bancs sur les fonds limoneux des rivières au cours lent, dans les étangs, les fossés de drainages et les zones marécageuses. Lorsque l'eau possède une faible teneur en oxygène, les poissons peuvent utiliser l'air extérieur en avalant une petite quantité d'air à la surface et en la faisant passer dans l'intestin. Les parois de celui-ci sont tapissées de petits vaisseaux sanguins qui laissent passer l'oxygène de l'air comme le feraient des poumons. Le gaz non utilisés est rejeté par l'anus. Lors de longues périodes de sécheresse, ces animaux sont capables de traverser de petites étendues sableuses à la recherche de conditions plus favorables. Ils sont également capables de produire des sons, qui évoquent des grognements et des petits couinements.
Comme les autres callichthyidae, Hoplosternum construit des nids de bulles. H. littorale peut créer des nids d'une structure particulièrement complexe.